# 辰部
辰部（）は、漢字を部首により分類したグループの一つ。
康熙字典214部首では161番目に置かれる（7画の15番目、酉集の15番目）。

## 概要
辰部には「辰」を筆画の一部として持つ漢字を分類している。

単独の「辰」字は十二支の第5位を意味する。十干との組み合わせた六十干支で日を記録し、漢代以後では年も記述した。単独では方位や月・時刻を記述し、方位は東方偏南（南方偏東の巳と合わせて東南を指す）、月は旧暦3月、時刻は午前7時から9時の間を表した。
また朝を意味する。また十二辰・十二時辰というように十二支体系の総称として使われ、『周礼』秋官「以方書十日之号、十有二辰之号」の鄭玄注に「『日』とは甲から癸をいい、『辰』とは子から亥までをいう」とある。ここから引伸して日時の総称、「とき」の意味にも使われる。また、星を意味することがあり、星では「北辰」で北極星、二十八宿では心宿（さそり座）を意味し、「星辰」で星々の総称、「三辰」で太陽・月・星の総称としても使われる。また天文暦学においては朔における太陽と月の交点を意味する。
字源としては、「辰」字は雑草を刈るときに用いる農具の形を象る象形文字である。なお、貝を象る象形文字という説があるが、信頼できる説ではない。
「辰」は農作業に関する文字に含まれることがある。

## 部首の通称
- 日本：しんのたつ（十二支に配当された獣が龍（たつ）であることから）
- 韓国：별신부（byeol sin bu、星の辰部）
- 英米：Radical morning

## 部首字
辰
- 中古音
  - 広韻 - 植隣切、真韻、平声
  - 詩韻 - 真韻、平声
  - 三十六字母 - 禅母
- 現代音
  - 普通話 - ピンイン：chén 注音：ㄔㄣˊˇ ウェード式：ch'en2
  - 広東語 - Jyutping:san4 イェール式:san4
- 日本語 - 音：シン（漢音・呉音）
- 朝鮮語 - 1.音：신 訓：별（byeol、星）・2.音：진 訓：다섯째 지지（daseotjjae jiji、五番目の地支）

## 例字
- 辰
- 辱・農・辴